# Splošna teorija relativnosti
Splôšna teoríja rêlativnosti in ~ relatívnosti (ali skrajšano STR, angleško GR) je fizikalna teorija gravitacije, ki jo je leta 1915 razvil in leta 1916 objavil Albert Einstein. Splošna teorija relativnosti razlaga gravitacijsko silo kot posledico ukrivljenosti prostora-časa.
Gre za posplošitev Einsteinove posebne teorije relativnosti, ki pravi, da je v inercialnih (nepospešenih) opazovalnih sistemih hitrost svetlobe konstantna, torej invariantna količina. Iz tega izhaja spoznanje, da fizikalne zakonitosti ne morejo biti odvisne od lege in gibanja opazovalca, spreminjajo se le enačbe, ki te zakonitosti opisujejo. Prek Lorentzevih transformacij, ki opisujejo navidezno skrčitev dolžin in podaljšanje časa, se tako vidi, da sta merjeni čas in dolžina odvisna od hitrosti gibanja opazovalca, torej sta relativna:
{\displaystyle l=l'{\sqrt {1-\left({\frac {v}{c}}\right)^{2}}}=l'{\sqrt {1-\beta _{0}^{2}}}\!\,,}
{\displaystyle t={\frac {t'}{\sqrt {1-\left({\frac {v}{c}}\right)^{2}}}}={\frac {t'}{\sqrt {1-\beta _{0}^{2}}}}\!\,.}
Splošna teorija relativnosti je razširitev posebne teorije relativnosti na inercialne sisteme, torej sisteme, v katerih je prisotna gravitacijska sila. Glavni doprinos je v načinu gledanja na prostor in čas. V Newtonovem času so namreč gledali na prostor, kot na posodo v kateri se nahajajo snovna telesa (materialni objekti) in na čas kot na neko gonilo, s pomočjo katerega lahko razločimo dva dogodka. Splošna teorija relativnosti prostor in čas poenoti v prostor-čas, saj prostor brez časa ne more obstajati in obratno.
V splošni teoriji relativnosti je lastni čas funkcija Newtonovega absolutnega časa. V tem nekateri vidijo pomanjkljivost teorije. Nekaj od teh pomanjkljivosti naj bi odpravila kronotopologija. V Schwarzschildovi metriki:
{\displaystyle c_{0}^{2}\mathrm {d} \tau ^{2}=\mathrm {d} s^{2}=c_{0}^{2}\gamma \mathrm {d} t^{2}-r^{2}\mathrm {d} \mathbf {\Omega } ^{2}-{\frac {\mathrm {d} r^{2}}{\gamma }}\!\,,}
kjer je:
- {\displaystyle \tau \,} – lastni čas (čas, ki ga meri ura gibajoča se vzdolž enake svetovnice s testnim delcem),
- {\displaystyle c_{0}\,} – hitrost svetlobe v vakuumu,
- {\displaystyle t\,} – časovna koordinata (ki jo meri mirujoča ura na neskončni razdalji od masivnega telesa),
- {\displaystyle r\,} – radialna koordinata (merjena kot obseg, deljen z 2π, sfere v središču okrog masivnega telesa),
- {\displaystyle \mathrm {d} \mathbf {\Omega } ^{2}=\mathrm {d} \theta ^{2}+\sin ^{2}\theta \,\mathrm {d} \varphi ^{2}\,,}
- {\displaystyle \theta \,} – kolatituda (kot od severa v radianih),
- {\displaystyle \varphi \,} – longituda (tudi v radianih),
- {\displaystyle \gamma =1-{\frac {r_{\rm {s}}}{r}}\,}
- {\displaystyle r_{\rm {s}}=2\kappa m/c_{0}^{2}\,} – Schwarzschildov polmer masivnega telesa kot skalirni faktor,[1]

ima na primer časovna spremenljivka vrednosti kot {\displaystyle t\in T=\mathbb {R} ^{1}}.
Einsteinova splošna teorija relativnosti ima tudi globlji filozofski in življenjski pomen. Iste stvari namreč izgledajo drugače, če se jih gleda z drugačnega gledišča. Vse je relativno. 